# 大舘佐子
大舘 佐子（おおだち さこ・さんこ・さんご、生没年不詳）は、室町時代の女性。大舘持房の娘。

## 名前に関して
「一対局（於さこ）」の名も史料に見え、「佐子局」と呼ばれたもので、佐子は名ではなく、のち足利義晴に仕えた三淵晴員の姉が「佐子局」を名乗っており、ほかにもいたと思われる。なお、「佐子局」は足利将軍に近侍した大舘氏出身の女性の名乗りであるとする説もあり、この説によれば晴員の姉も大舘尚氏（常興）の養女であったとされる。また、将軍家の若公（後の足利義輝）の乗輿に出家して「清光院」と名乗っていた晴員の姉と一緒に同乗・随行していた女性の1人に「御佐子」と呼ばれる小上臈がいたとする記事（天文8年10月18日付『佐々木亭御成記』）もあり、こちらは大舘尚氏の実娘で後に足利義晴の側室になった女性と推定されている。
また、三浦周行など研究者によっては、「さんこ」とし、「さんご」と読むこともある。

## 生涯
室町幕府の有力幕臣である大舘持房の娘で、8代将軍足利義政の側室となる。
康正元年（1455年）1月に義政との間に娘（舜長老）を産んだ。
大舘氏の出身であったが、同族で権勢を強めた今参局とは縁が遠かったため、今参局が失脚した際に連座して御所を追放された以外は、日野富子によって自刃させられることも無く済んでいる。
延徳2年（1490年）に義政が死去すると、剃髪して尼となり陽西院と号した。義政との間に生まれた娘も剃髪して尼となっている。甥の尚氏の子孫が幕臣として続いた。

## 関連作品
- 『花の乱』（NHK大河ドラマ） 演：鶴田真由 ※役名は大舘佐子→蛍火
  - 今参局の死後は名を変えて遊女に身を落とし、最終的に骨皮道賢と夫婦になるという設定。